# Femboy
Femboy es un término coloquial utilizado para nombrar a los hombres que suelen mostrar aspectos o comportamientos asociados a lo femenino. Estos pueden incluir el uso de joyas, pelucas, ropa femenina y maquillaje. Pese a ello, el término en sí no hace referencia a una orientación sexual determinada. 
El término tuvo origen durante la década de los 90 en los Estados Unidos y empezó a ser popularizado en sitios web como 4chan, TikTok o Reddit a mediados de la década de los 2010, este siendo utilizado mayormente como un insulto dirigido a las personas que se travisten, aunque también se ha usado como un término positivo o autodescriptivo dentro de la comunidad LGTB. Los femboys son un arquetipo que ha ganado una mayor visibilidad en línea a partir de los años 2019 y 2020, tanto en contextos sexuales como no sexuales debido a tendencias como "Femboy Friday", en el que los femboys publican fotos destacadas o vídeos durante los viernes.

## Distribución
La cultura femboy comenzó a tomar forma en los Estados Unidos en la década de 1990. Posteriormente, se extendió a Japón y Corea del Sur, donde es especialmente popular en la industria de la música y el entretenimiento.
En 2013 el sitio pornográfico Pornhub introdujo una categoría dedicada a los femboys; desde entonces, el interés en el término ha aumentado considerablemente.

## Crítica
La crítica realizada a los femboys se refiere a varios aspectos de esta subcultura, incluida la identidad de género, la estética y el comportamiento.
En las sociedades conservadoras o tradicionales, los femboys pueden enfrentar el estigma y la discriminación
Entre las corrientes extraparlamentarias occidentales de extrema derecha (alt-right), los femboys se presentan como una ilustración de la teoría de la conspiración de que la leche vegetal rica en xenoestrógenos y los aceites vegetales aparecieron como resultado del plan de la élite globalista para feminizar la sociedad.